# Kestenjastoglava čačalaka
Kestenjastoglava čačalaka (lat. Ortalis motmot) je vrsta ptice iz roda Ortalis, porodice Cracidae koja živi na sjeveru Srednje Amerike, u državama: Brazil, Francuska Gvajana, Surinam, Gvajana i Venecuela. 
Mala je ptica. Duga je 45-53 centimetra, dok je teška 380-620 grama. Perje joj je svjetlo-smeđe na leđima, glava je blijedo-siva, a prsa su tamna. Arborealna je vrsta, živi uglavnom u drvećima
Ima dvije podvrste. To su:
- Ortalis motmot motmot - živi u Gvajani, južnoj Venecueli i sjevernom dijelu brazilske Amazonije.
- Ortalis motmot ruficeps - živi u središnjem i sjevernom Brazilu.